# Мокрско (гмина)
Мокрско (пол. Mokrsko) — сельская гмина (волость) в Польше, входит как административная единица в Велюньский повет, Лодзинское воеводство. 
Население — 5452 человека (на 2004 год).

## Соседние гмины
1. Гмина Понтнув
2. Гмина Прашка
3. Гмина Скомлин
4. Гмина Велюнь